# Ordre suédois de Saint-Jean

L’ordre suédois de Saint-Jean ou Johanniterorden i Sverige est une association suédoise à but non lucratif qui se réclame de l'ordre historique de Saint-Jean de Jérusalem. Son origine tient à l'introduction du protestantisme dans un ordre catholique.
L'Ordre est sous la protection du roi de Suède Charles XVI Gustave.
Son origine remonte à la création par l'ordre de Saint-Jean de Jérusalem en 1185 de la première commanderie suédoise. Il a quitté l'Ordre en 1530 quand ses membres ont adhéré à la religion réformé protestante. Quand l'Ordre a été rétabli en 1920 par le roi Gustave V, les 54 chevaliers suédois qui faisaient partie de la Johanniterorden allemande sont naturellement devenus les premiers membres de l'ordre restauré,,.
L'ordre suédois de Saint-Jean adhère à l'Alliance des ordres de Saint-Jean.

## Sources
- (en) Robert M. Clark, Jr., The Evangelical Knights of Saint John: A History of the Bailiwick of Brandenburg of the Knightly Order of St. John of the Hospital at Jerusalem, Known as the Johanniter Order; Dallas, Texas: 2003.
- (en) Guy Stair Sainty, The Orders of Saint John: The History, Structure, Membership and Modern Role of the Five Hospitaller Orders of Saint John of Jerusalem; New York: The American Society of the Most Venerable Order of the Hospital of Saint John in Jerusalem, 1991.

### Articles liés
- Ordre de Saint-Jean de Jérusalem
- Alliance des ordres de Saint-Jean
- Très vénérable ordre de Saint-Jean
- Ordre souverain militaire et hospitalier de Saint-Jean de Jérusalem, de Rhodes et de Malte